# 洪都拉斯的香蕉产业

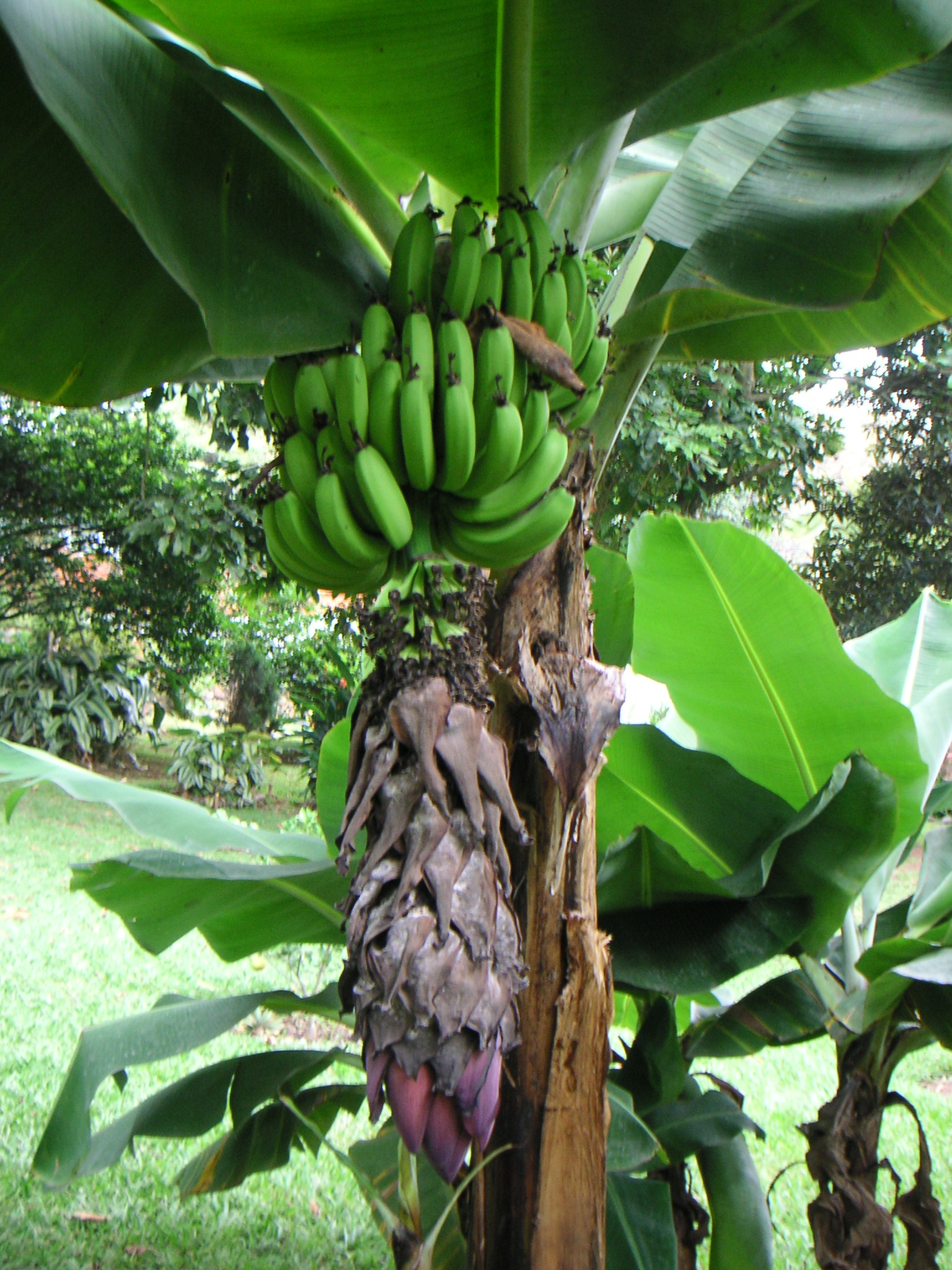
香蕉是洪都拉斯的主要出口产品之一

洪都拉斯的香蕉产业在洪都拉斯经济占重要地位。1992年，香蕉销售收入达2.87亿美元，与咖啡业一起占据洪都拉斯出口总额的50%。1999年洪都拉斯香蕉总产量861,000吨。金吉達品牌國際和都樂食品公司两家公司负责洪都拉斯大部分香蕉的生产和出口。

## 历史
19世纪末，洪都拉斯开始出口香蕉，其后贸易量迅速增长。最初在19世纪70年代的香蕉种植范围局限于海湾群岛。1880年左右，洪都拉斯之大陆地区才开始跟进种植。当时的美国领事就此报告说，在1894年，通过洪都拉斯第一大港科尔特斯港向美国出口了价值近35万美元的货物。1903年，出口额几乎翻了两倍，超过90万美元。这些出口额的增长源于不断增长的香蕉贸易。1894年到1903年，香蕉贸易额量几乎翻了四倍，从60多万根到200多万根香蕉。与此同时，运输能力也得到了改进，从每月4艘汽船运送到美国，至后来的18艘，对目的地港口的选择也从原来的新奥尔良扩大到莫比尔、费城和波士顿。
最初，来自当地的香蕉种植者推动了贸易额的增长。洪都拉斯1899年人口普查显示，洪都拉斯北部的在科尔特斯港和拉塞瓦两地间的地区（最远至圣佩德罗苏拉内陆）有大约1000多人种植香蕉，但多为小规模种植。随着时间的推移，众多的香蕉种植者得以扩大生产、接管公有土地，并在二十世纪初几十年间与牧民争夺土地控制权的政治斗争中取胜。
早期的香蕉产业是由香蕉种植者将其收成运送至海岸，而后，由来自美国的各种托运人的汽船购入。但汽船公司逐渐合并，直至最终只剩下少数几家，并很快被新奥尔良的瓦卡洛兄弟控制，他们在1899年成立标准水果和汽船公司，也就是现今的都樂食品公司前身。由于洪都拉斯北部交通网络不发达，只有位于主要河流沿岸的农场和紧邻海岸的几条铁路覆盖之地才可参与出口贸易。因此，汽船公司需要投资于当地的铁路基础设施，以扩大可用于种植的面积。到1902年，当地正在加勒比海岸修建铁路线，以适应不断扩大的香蕉生产需要。
洪都拉斯政府自1876年以来秉持自由主义的经济政策，向任何愿意开辟农业用地的人提供了大量的土地和免税优惠。虽说一些洪都拉斯生产者能够利用这些机会，但优惠政策很大部分落给了那些有资本迅速购买和开发土地的美国公司。似特拉铁路公司类的公司被赋予土地特许权，以换取其修建铁路线。在1912年给予的特许权中，特拉铁路公司每铺设12公里的铁轨，就可得到6000公顷的国有土地，这些土地交替分布在特拉到埃尔帕斯蒂诺的路线的铁路线两旁。
在1912年获取首批特许权后，美国企业多少实现了对洪都拉斯大西洋沿岸可用于生产的冲积平原地区的完全控制。科尔特斯港周边地区由库亚梅尔水果公司主导，拉塞瓦地区由标准水果公司主导，特拉和特鲁希略由联合水果公司的子公司特拉铁路公司和特鲁希略铁路公司控制。到1929年，联合水果公司已在全国超过650,000英畝（2,600平方）的地区经营，并控制了洪都拉斯主要港口。
最初，洪都拉斯农民着重种植大麥克香蕉香蕉，此种香蕉重要特点是易于储存和运输，因而吸引了北美市场的消费者。但在20世纪20年代初，各香蕉产区开始遭受黃葉病影响，加上因单一作物种植而导致的土壤枯竭，使洪都拉斯北部许多地区产量下降。这些公司试图通过改变铁路路线和重新谈判特许权来恢复生产，以便将更多的处女地用于耕种。此外，他们开始用对疾病有一定抵抗力的香芽蕉品种取代种植大麥克香蕉。

## 政治影响
塞拉将军曾尝试在1902年大选后继续任职总统，但终在1903年被曼努埃爾·博尼利亞将军推翻，事实证明博尼利亞是香蕉公司的一个甚至比塞拉更重要的盟友。很快，香蕉公司获得了免税和建造码头和道路的许可，以及改善内部水路和获得新铁路建设的特许权的许可。
美国政府曾一度训练洪都拉斯军队及其空军，以保护在该国运营的香蕉公司的优势地位。洪都拉斯的香蕉生产增长很快。巅峰时期的香蕉产业约占洪都拉斯出口额的88%，使该国的经济活动几乎完全集中在大西洋沿岸地区，也令经济中心在沿海城市圣佩德罗苏拉而非特古西加尔巴。

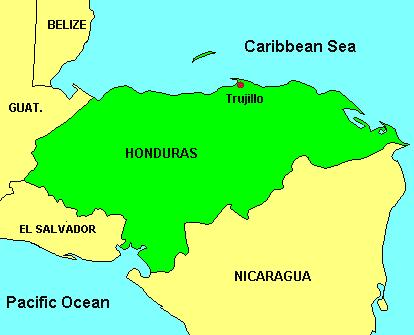
特鲁希略和海湾群岛作为洪都拉斯沿海香蕉生产中心的位置

洪都拉斯香蕉业雇用了大量来自特鲁希略附近海湾群岛省的劳动力。1901年，政府为他们提供了7000多公顷的香蕉种植特许权。但是往往在实操中不可能确保所有这些被提供土地之用途，譬如，特鲁希略地方将领古斯塔沃·阿尔瓦雷斯（西班牙語：Gustavo Alvarez）上校贪污了本分配给加里富纳人的2000公顷土地，而后将土地转分给了富有的地主们。
1964年，Castle & Cooke收购标准水果公司，并在洪都拉斯以都乐食品公司之名义集中生产香蕉与菠萝。 1974年9月，颶風奧琳摧毁了洪都拉斯约60%的农业生产，许多地方的种植园被荒废，严重影响经济。作为回应，一些种植园工人组成拉斯-伊斯莱塔斯农民企业，以独立收获香蕉获得利润，1976年生产了100万箱香蕉，1977年生产了400万箱香蕉。拉斯-伊斯莱塔斯曾一度试图通过香蕉出口国联盟直接销售水果，但在标准水果公司压力下，拉斯-伊斯莱塔斯中的200名激进成员被捕，其总部被突击查取。标准水果公司担忧其垄断的出口程序被推翻。
1990年代中期，洪都拉斯经济陷入严重衰退，严重打击了香蕉和咖啡行业，使世界相应产品物价高涨。虽然后来经济在1996年明显复苏，但洪都拉斯的香蕉业在1998年底又受到是200年来最严重的一次的颶風米契的沉重打击，风速达200 mph（320 km/h），降水淹没了很多农作物。据估计，1998年颶風米契摧毁了50%以上，可能高达80%的香蕉和咖啡作物，估计损失达30亿美元。而自2000年以来，该行业业已得到恢复，然而该国仍是中美洲最贫穷的国家之一。
2003年，新科学家报道说，全球香蕉生产正受到疾病的威胁，若不采取预防措施，香蕉则可能在十年内被疾病所灭绝。洪都拉斯香蕉业的科学家们通过在新的FHIA品种中实施新的大规模育种计划以应对这一潜在危机。这种FHIA香蕉作物对主要病虫害有抵抗力，而且产量高、效率高。洪都拉斯的此计划由跨国公司金吉達品牌國際资助。

### 引用
1. 1 2  Annis, Barbara. "Traditional Crops." In Merrill 1995，第127頁.
2. ↑  Merrill 1995，第253頁
3. ↑  . : 444.
4. ↑  Soluri 2005，第18-23頁.
5. ↑  United States Monthly Consular and Trade Reports vols 75, nos 283-285 (Washington, DC, 1904) p. 1096.
6. ↑  Soluri 2005，第23-25頁.
7. ↑  Soluri 2005，第27-29頁.
8. 1 2  Soluri 2005，第40-42頁.
9. 1 2 3  Haggerty, Richard and Richard Millet. "The Growth of the Banana Industry". In Merrill 1995，第19頁.
10. ↑  Chambers 2010，第19, 25-26頁.
11. ↑  Soluri 2005，第43-45頁.
12. ↑  Argueta 1989，第24-37頁.
13. ↑  Chambers 2010，第28-31頁.
14. 1 2 3 4 5  
. College of Liberal Arts and Sciences at the University of Florida.   [August 30, 2008]. （原始内容存档于22 September 2008）.
15. ↑  Soluri 2005，第51-60頁.
16. 1 2 3  . Nations Encyclopedia.   [August 30, 2008]. （原始内容存档于22 September 2008）.
17. ↑  . Afrol News. January 19, 2003  [August 30, 2008]. （原始内容存档于2021-11-30）.

### 书籍
- Argueta, Mario. . Tegucigalpa, Honduras: Editorial Universitaria. 1989. OCLC 22132366 （Spanish）.
- Chambers, Glenn Anthony. . Baton Rouge: Louisiana State University Press. 2010. ISBN 978-0-8071-3748-2. OCLC 663112172.
- Merrill, Tim (编).  3rd. Washington, D.C.: Federal Research Division, Library of Congress. 1995  [2023-01-28]. ISBN 0-8444-0836-0. OCLC 31434665. （原始内容存档于2023-01-28）.  本文含有此來源中屬於公有领域的内容。
- Soluri, John.  1st. Austin: University of Texas Press. 2005: 18-23. ISBN 978-0-292-79683-6. OCLC 320324239.